# Pamengkang
Pamengkang is een bestuurslaag in het regentschap Cirebon van de provincie West-Java, Indonesië. Pamengkang telt 11.781 inwoners (volkstelling 2010).